# Radslavice (ort i Tjeckien, Södra Mähren)
Radslavice är en ort i Tjeckien. Den ligger i regionen Södra Mähren, i den östra delen av landet, 210 km öster om huvudstaden Prag. Radslavice ligger 331 meter över havet och antalet invånare är 385.
Terrängen runt Radslavice är varierad. Runt Radslavice är det ganska tätbefolkat, med 60 invånare per kvadratkilometer. Närmaste större samhälle är Prostějov, 18,3 km norr om Radslavice. Trakten runt Radslavice består till största delen av jordbruksmark.